# Georges Juskiewenski
George Juskiewenski, né le 16 mars 1907 à Guettar El Aïech (une localité de l'actuelle commune d'El-Khroub), en Algérie, et mort le 6 septembre 1974 à Livernon (France), est un médecin et homme politique français.

## Biographie
Étudiant à l'école de santé navale de 1929 à 1933, il abandonne la médecine militaire pour s'installer comme médecin généraliste à Figeac, dans le Lot. Mobilisé en septembre 1939 avec le grade de médecin lieutenant, il s'engage dans la Résistance à partir d'août 1941, participant, sous la direction d'Edmond Michelet, à la formation des maquis du Lot. Membre du Comité de Libération de Figeac, il participe aussi à la Libération de Paris au cours de laquelle il est blessé.
Engagé dans les rangs de la SFIO après la guerre, il s'engage alors dans une carrière politique locale : il est élu dès 1945 conseiller municipal de Figeac puis conseiller général du canton de Figeac-Ouest et devient maire de Figeac le 26 octobre 1947, position qu'il conservera jusqu'à sa mort. En octobre 1949, il accède à la vice-présidence du conseil général du Lot.
Candidat à la députation lors des législatives du 17 juin 1951 en deuxième position sur la liste de la SFIO pour le département du Lot, il n'est toutefois pas élu.
Il entre néanmoins à l'Assemblée nationale à la faveur des élections législatives du 2 janvier 1956. Il vote la confiance aux cabinets Guy Mollet (1956), Bourgès-Maunoury (1957), Pflimlin (1958) et De Gaulle (1958). Il se prononce en juin 1958 en faveur de la révision constitutionnelle. Il est réélu en 1958 et 1962 dans la deuxième circonscription du Lot mais est battu lors des législatives de 1967 par Bernard Pons. Lors de la présidentielle de 1969, il prend position en faveur de Georges Pompidou. Il est réélu maire de Figeac en 1971 et conseiller général du Lot en 1973. Il était chevalier de la Légion d'honneur.

## Détail des fonctions et des mandats
- 13 mai 1945 - 26 octobre 1947 : conseiller municipal de Figeac
- 26 octobre 1947 - 6 septembre 1974 : maire de Figeac
- 27 mars 1949 - 6 septembre 1974 : conseiller général du canton de Figeac-Ouest
- octobre 1949 - 15 mars 1964 : vice-président du Conseil général du Lot
- 2 janvier 1956 - 30 novembre 1958 : député du Lot
- 30 novembre 1958 - 3 avril 1967 : député de la 2e circonscription du Lot
- 8 juillet 1959 - 16 mars 1961 : sénateur du Lot.